# 大森中
大森中（日语：／ Ōmori-naka */?）是東京都大田區的地名，設大森中一丁目至大森中三丁目。人口有10,401人（2013年8月1日）。郵遞區號為143-0014。

## 地理
位於東京都大田區東部。東至國道131號（產業道路），接大森東。南鄰北糀谷。西南連東蒲田。西至第一京濱，接大森西。北部的大森警察署前交差點是第一京濱與產業道路交會處。町內主要為住宅區。

## 歷史
- 1872年（明治5年），西大森村、東大森村、北大森村合併為大森村
- 1897年（明治30年），為大森町。
- 1932年（昭和7年），大森區成立，為大森一～九丁目。
- 1969年（昭和44年），實施新住居表示，大森三～八丁目各一部分合併為現行的大森中。

### 地名由來
「大森中」是住居表示施行時所訂定的町名。一說是此地為大森東與大森西之間而得名。一說是舊大森區役所位於大森警察署附近，此地作為行政上的中心而命名。

## 交通
町內沒有鐵路車站，可利用西方的京急本線大森町站、梅屋敷站。此外京急蒲田站也在徒步圈內，可利用行經大森站與蒲田站的巴士路線。

## 設施
- 大森警察署
- 大林寺
- 八幡神社
- 密乘院

## 備註
1. ↑  .   [2013-08-18]. （原始内容存档于2014-02-18）.